# جولي ميتشوم
جولي ميتشوم (بالإنجليزية: Julie Mitchum)‏ هي ممثلة أمريكية، ولدت في 23 يوليو 1914 في تشارلستون في الولايات المتحدة، وتوفيت في 21 فبراير 2003 في سن في الولايات المتحدة بسبب مرض آلزهايمر.

## أعمال

### أفلام
- (1954) السامي والقوي

## وصلات خارجية
- جولي ميتشوم على موقع IMDb (الإنجليزية)
- جولي ميتشوم على موقع أول موفي (الإنجليزية)
- جولي ميتشوم على موقع قاعدة بيانات الأفلام السويدية (السويدية)
- جولي ميتشوم على موقع قاعدة بيانات الفيلم (الإنجليزية)
- جولي ميتشوم على موقع كينوبويسك (الروسية)